# Aleuroviggianus halperini
Aleuroviggianus halperini là một loài côn trùng cánh nửa trong họ Aleyrodidae, phân họ Aleyrodinae.
Aleuroviggianus halperini được Bink-Moenen miêu tả khoa học đầu tiên năm 1992.